# Liste öffentlicher Bücherschränke in Baden-Württemberg
In der Liste öffentlicher Bücherschränke in Baden-Württemberg sind öffentlichen Bücherschränke aller Stadt- und Landkreise in Baden-Württemberg aufgeführt. Ein öffentlicher Bücherschrank ist ein Schrank oder schrankähnlicher Aufbewahrungsort mit Büchern, der dazu dient, Bücher kostenlos, anonym und ohne jegliche Formalitäten zum Tausch oder zur Mitnahme anzubieten. In der Regel sind die öffentlichen Bücherschränke an allen Tagen im Jahr frei zugänglich. Ist dies nicht der Fall, ist dies in den Listen in der Spalte Anmerkungen vermerkt.

## Liste

### Aufteilung nach Land- und Stadtkreisen
Da es in Baden-Württemberg mehrere Hundert öffentliche Bücherschränke gibt, ist diese Liste in Teillisten für die Stadt- und Landkreise aufgeteilt. Die Teillisten erheben keinen Anspruch auf Vollständigkeit.
Für einen Vergleich der einzelnen Land- und Stadtkreise sowie zum Landesdurchschnitt siehe die Statistik öffentlicher Bücherschränke in Baden-Württemberg.

### Karte
Um zu einer Teilliste öffentlicher Bücherschränke zu gelangen, bitte den entsprechenden Kreis anklicken oder in der Navigationsleiste unterhalb auswählen:

## Statistik
Derzeit sind in Baden-Württemberg 628 öffentliche Bücherschränke erfasst (Stand: 19. Februar 2025).
Die nachfolgende Statistik stellt die Verteilung der erfassten öffentlichen Bücherschränke in Baden-Württemberg nach Regierungsbezirken, Stadt- und Landkreisen dar. Bei einer baden-württembergischen Bevölkerung von 11.123.393 Einwohnern entfallen damit gerundet etwa 18.000 Einwohner auf einen öffentlichen Bücherschrank. Die sortierbare Liste ermöglicht Vergleiche der jeweiligen Kreise sowie zum Landesdurchschnitt hinsichtlich der Anzahl der Bücherschränke, den entfallenden Einwohnern pro Bücherschrank sowie der Fläche in Quadratkilometern pro Bücherschrank:
| Regierungsbezirk | Kreis      | Listen öffentlicher Bücherschränke (BS)                                 | Anzahl | Einwohner (EW) | EW / BS (gerundet) | Fläche (km²) | km² / BS (gerundet) |
| ---------------- | ---------- | ----------------------------------------------------------------------- | ------ | -------------- | ------------------ | ------------ | ------------------- |
| Freiburg         | Stadtkreis | Liste öffentlicher Bücherschränke in Freiburg im Breisgau               | 16     | 0237.460       | ~ 14.000           | 153,04       | ~ 010               |
| Freiburg         | Landkreis  | Liste öffentlicher Bücherschränke im Landkreis Breisgau-Hochschwarzwald | 19     | 0272.558       | ~ 14.000           | 1.378,33     | ~ 081               |
| Freiburg         | Landkreis  | Liste öffentlicher Bücherschränke im Landkreis Emmendingen              | 10     | 0169.787       | ~ 17.000           | 679,81       | ~ 085               |
| Freiburg         | Landkreis  | Liste öffentlicher Bücherschränke im Landkreis Konstanz                 | 10     | 0291.841       | ~ 28.000           | 817,97       | ~ 82                |
| Freiburg         | Landkreis  | Liste öffentlicher Bücherschränke im Landkreis Lörrach                  | 11     | 0238.263       | ~ 21.000           | 806,67       | ~ 073               |
| Freiburg         | Landkreis  | Liste öffentlicher Bücherschränke im Ortenaukreis                       | 18     | 0444.858       | ~ 24.000           | 1.860,30     | ~ 143               |
| Freiburg         | Landkreis  | Liste öffentlicher Bücherschränke im Landkreis Rottweil                 | 6      | 0140.237       | ~ 23.000           | 769,43       | ~ 128               |
| Freiburg         | Landkreis  | Liste öffentlicher Bücherschränke im Schwarzwald-Baar-Kreis             | 9      | 0214.065       | ~ 24.000           | 1.025,34     | ~ 114               |
| Freiburg         | Landkreis  | Liste öffentlicher Bücherschränke im Landkreis Tuttlingen               | 7      | 0145.208       | ~ 20.000           | 734,37       | ~ 147               |
| Freiburg         | Landkreis  | Liste öffentlicher Bücherschränke im Landkreis Waldshut                 | 7      | 0171.579       | ~ 24.000           | 1.131,13     | ~ 162               |
| Karlsruhe        | Stadtkreis | Liste öffentlicher Bücherschränke in Baden-Baden                        | 4      | 056.881        | ~ 14.000           | 140,19       | ~ 047               |
| Karlsruhe        | Stadtkreis | Liste öffentlicher Bücherschränke in Heidelberg                         | 18     | 0155.756       | ~ 09.000           | 108,83       | ~ 06                |
| Karlsruhe        | Stadtkreis | Liste öffentlicher Bücherschränke in Karlsruhe                          | 35     | 0309.050       | ~ 09.000           | 173,42       | ~ 05                |
| Karlsruhe        | Stadtkreis | Liste öffentlicher Bücherschränke in Mannheim                           | 13     | 0318.035       | ~ 24.000           | 144,97       | ~ 013               |
| Karlsruhe        | Stadtkreis | Liste öffentlicher Bücherschränke in Pforzheim                          | 8      | 0134.912       | ~ 16.000           | 97,99        | ~ 014               |
| Karlsruhe        | Landkreis  | Liste öffentlicher Bücherschränke im Landkreis Calw                     | 8      | 0161.251       | ~ 20.000           | 797,32       | ~ 114               |
| Karlsruhe        | Landkreis  | Liste öffentlicher Bücherschränke im Enzkreis                           | 8      | 0199.745       | ~ 29.000           | 573,61       | ~ 096               |
| Karlsruhe        | Landkreis  | Liste öffentlicher Bücherschränke im Landkreis Freudenstadt             | 4      | 0121.958       | ~ 29.000           | 870,41       | ~ 218               |
| Karlsruhe        | Landkreis  | Liste öffentlicher Bücherschränke im Landkreis Karlsruhe                | 23     | 0456.264       | ~ 19.000           | 1.084,97     | ~ 047               |
| Karlsruhe        | Landkreis  | Liste öffentlicher Bücherschränke im Neckar-Odenwald-Kreis              | 13     | 0145.263       | ~ 11.000           | 1.125,95     | ~ 094               |
| Karlsruhe        | Landkreis  | Liste öffentlicher Bücherschränke im Landkreis Rastatt                  | 10     | 0230.737       | ~ 23.000           | 738,44       | ~ 082               |
| Karlsruhe        | Landkreis  | Liste öffentlicher Bücherschränke im Rhein-Neckar-Kreis                 | 50     | 0558.561       | ~ 11.000           | 1.061,54     | ~ 021               |
| Stuttgart        | Stadtkreis | Liste öffentlicher Bücherschränke in Stuttgart                          | 26     | 0612.663       | ~ 24.000           | 207,32       | ~ 08                |
| Stuttgart        | Stadtkreis | Liste öffentlicher Bücherschränke in Heilbronn                          | 5      | 0131.986       | ~ 25.000           | 99,90        | ~ 020               |
| Stuttgart        | Landkreis  | Liste öffentlicher Bücherschränke im Landkreis Böblingen                | 21     | 0395.167       | ~ 19.000           | 617,78       | ~ 031               |
| Stuttgart        | Landkreis  | Liste öffentlicher Bücherschränke im Landkreis Esslingen                | 14     | 0536.601       | ~ 38.000           | 641,28       | ~ 045               |
| Stuttgart        | Landkreis  | Liste öffentlicher Bücherschränke im Landkreis Göppingen                | 12     | 0258.809       | ~ 22.000           | 642,32       | ~ 054               |
| Stuttgart        | Landkreis  | Liste öffentlicher Bücherschränke im Landkreis Heidenheim               | 4      | 0135.235       | ~ 33.000           | 627,12       | ~ 157               |
| Stuttgart        | Landkreis  | Liste öffentlicher Bücherschränke im Landkreis Heilbronn                | 30     | 0353.877       | ~ 12.000           | 1.099,94     | ~ 37                |
| Stuttgart        | Landkreis  | Liste öffentlicher Bücherschränke im Hohenlohekreis                     | 9      | 0115.644       | ~ 13.000           | 776,76       | ~ 86                |
| Stuttgart        | Landkreis  | Liste öffentlicher Bücherschränke im Landkreis Ludwigsburg              | 59     | 0535.374       | ~ 9.000            | 686,77       | ~ 12                |
| Stuttgart        | Landkreis  | Liste öffentlicher Bücherschränke im Main-Tauber-Kreis                  | 26     | 0133.169       | ~ 05.000           | 1.304,12     | ~ 050               |
| Stuttgart        | Landkreis  | Liste öffentlicher Bücherschränke im Ostalbkreis                        | 13     | 0317.427       | ~ 24.000           | 1.511,38     | ~ 116               |
| Stuttgart        | Landkreis  | Liste öffentlicher Bücherschränke im Rems-Murr-Kreis                    | 31     | 0440.696       | ~ 15.000           | 858,09       | ~ 030               |
| Stuttgart        | Landkreis  | Liste öffentlicher Bücherschränke im Landkreis Schwäbisch Hall          | 19     | 0200.902       | ~ 11.000           | 1.484,06     | ~ 78                |
| Tübingen         | Stadtkreis | Liste öffentlicher Bücherschränke in Ulm                                | 10     | 0129.882       | ~ 13.000           | 118,68       | ~ 013               |
| Tübingen         | Landkreis  | Liste öffentlicher Bücherschränke im Alb-Donau-Kreis                    | 8      | 0202.354       | ~ 25.000           | 1.358,54     | ~ 194               |
| Tübingen         | Landkreis  | Liste öffentlicher Bücherschränke im Landkreis Biberach                 | 5      | 0207.415       | ~ 41.000           | 1.409,49     | ~ 262               |
| Tübingen         | Landkreis  | Liste öffentlicher Bücherschränke im Bodenseekreis                      | 16     | 0220.804       | ~ 14.000           | 664,74       | ~ 042               |
| Tübingen         | Landkreis  | Liste öffentlicher Bücherschränke im Landkreis Ravensburg               | 13     | 0291.102       | ~ 22.000           | 1.632,08     | ~ 163               |
| Tübingen         | Landkreis  | Liste öffentlicher Bücherschränke im Landkreis Reutlingen               | 15     | 0293.483       | ~ 19.000           | 1.092,46     | ~ 078               |
| Tübingen         | Landkreis  | Liste öffentlicher Bücherschränke im Landkreis Sigmaringen              | 7      | 0132.167       | ~ 26.000           | 1.204,22     | ~ 240               |
| Tübingen         | Landkreis  | Liste öffentlicher Bücherschränke im Landkreis Tübingen                 | 25     | 0233.546       | ~ 09.000           | 519,11       | ~ 021               |
| Tübingen         | Landkreis  | Liste öffentlicher Bücherschränke im Zollernalbkreis                    | 11     | 0193.326       | ~ 17.000           | 917,57       | ~ 083               |
| Gesamt           | Gesamt     | 44                                                                      | 625    | 11.023.424     | ~ 17.600           | 35.751,46    | ~ 057               |